# Fuerza Aérea Libia
La Fuerza Aérea Libia, en árabe: القوات الجوية الليبية (transliterado como Al Quwwat al-Jawwiya al-Libia), es una rama de las Fuerzas Armadas de Libia. Su principal responsabilidad es la defensa y supresión del espacio aéreo libio. Cuenta con un personal estimado de 22 000 efectivos. En el año 2006, existían un total de 13 bases aéreas militares en Libia.
Tras la retirada del ejército estadounidense de Libia en 1970, la Base Aérea de Wheelus, una instalación estadounidense situada a unas siete millas de Trípoli, se transformó en una instalación militar libia y fue rebautizada como Base Aérea Okba Ben Nafi. Esta base se convirtió en la sede del cuartel general de la Fuerza Aérea Libia (FAL) y en una de sus principales instalaciones.
Los cazas y bombarderos de la FAL MiG-17/19/25 y Tu-22, de origen soviético, fueron inicialmente desplegados en la Base Aérea de Okba Ben Nafi. En 1983, el Departamento de Estado de los EE. UU. estimó que el 50% de los aviones de combate permanecían en depósito, incluyendo más de la mitad de los aviones interceptores MiG y los bombarderos Tu-22.
Debido a la Intervención militar en Libia de 2011, la mayor parte de los aviones están obsoletos o se encuentran en mal estado. Durante la intervención, gran cantidad de aparatos fueron destruidos, por lo que la Fuerza Aérea Libia tuvo poca capacidad operativa frente a los ataques de la coalición internacional y de la OTAN. Por ello, siguiendo las bases recogidas en la Resolución 1973 del Consejo de Seguridad de las Naciones Unidas, se impuso una zona de exclusión aérea sobre Libia, con el objetivo de proteger a la población civil de ataques aéreos indiscriminados durante la rebelión en Libia de 2011.

## Historia

### Guerra Fría
Durante este período, Libia adquirió material militar de la Unión Soviética, Francia e Italia, lo que generó grandes problemas de mantenimiento y dio lugar, de facto, a la creación de dos fuerzas aéreas que funcionaban en paralelo debido a los diferentes procedimientos de operación. Esta situación solo se puede encontrar en la Fuerza Aérea de India.
Aviones y personal de la Fuerza Aérea Soviética operaron desde la Base Aérea Okba Ben Nafi. Con asistencia soviética, la Fuerza Aérea Libia se organizó en un escuadrón de bombarderos medios Tupolev Tu-22, tres escuadrones de caza, cinco escuadrones de ataque a tierra avanzado, uno de contrainsurgencia, nueve escuadrones de helicópteros y tres brigadas de defensa aérea equipadas con misiles SA-2, SA-3, SA-6 y Crotale.
El embargo a Libia, consecuencia del atentado de Lockerbie, entró en vigor el 15 de abril de 1988. Desde entonces, la FARAL fue incapaz de adquirir en Occidente nuevos aviones y repuestos para mantener su flota operativa, lo que redujo la operatividad de la mayoría de los aparatos occidentales. Aunque recibió un buen número de aviones que fueron almacenados casi inmediatamente, hay teorías que sugieren que pudieron mantener cierta capacidad operativa durante un período limitado de tiempo. La flota de Mirage F1 quedó completamente fuera de servicio debido a la falta de mantenimiento y repuestos, al igual que la flota de C-130. Dado que el número exacto de aeronaves y repuestos es desconocido, no está claro si algunos aviones fueron canibalizados para mantener otros en servicio o si la FARAL tenía suficientes recambios disponibles.
Como resultado del embargo, la FARAL se reorganizó, dividiéndose en escuadrones cuya numeración se estructuró de la siguiente manera:
- 10xx se asigna a escuadrones de caza.
- 11xx a los de cazabombardero.
- 12xx a los de transporte.
- 13xx a los de helicópteros.

Los segundos dos dígitos parecen referirse al tipo de avión en uso. Esta nomenclatura es correcta en la mayoría de los escuadrones, a excepción de los Mirage F1. Tampoco es claro cómo se asigna la numeración de los escuadrones en el caso de múltiples unidades activas con el mismo modelo de aeronave.
La desaparición de la URSS y la depreciación del petróleo provocaron que el material soviético comenzará a generar problemas de mantenimiento durante algún tiempo.

#### Compras en Francia

Escarapela de la Fuerza Aérea Real Libia (1951-1970).

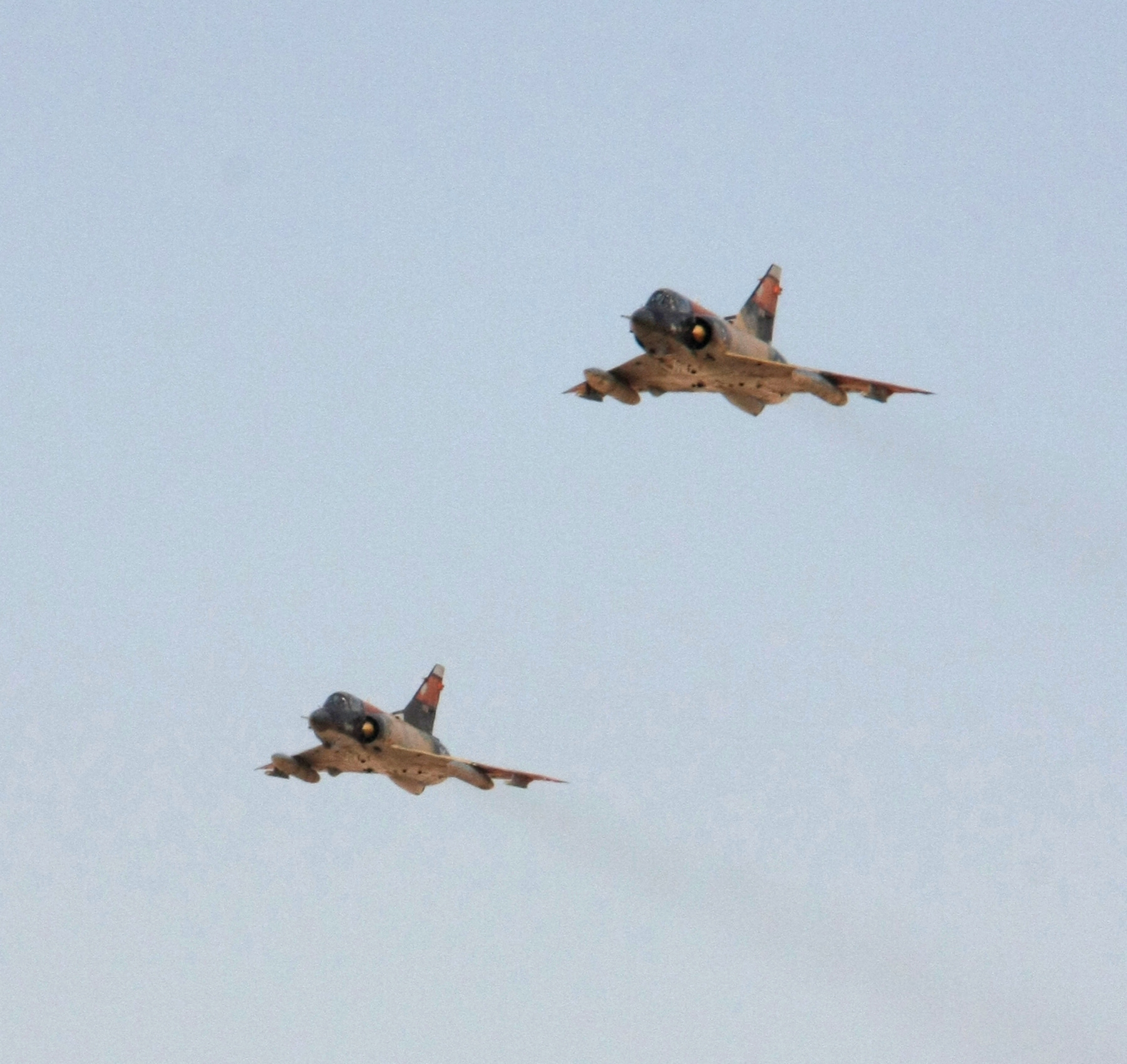
Mirage III de la Fuerza aérea egipcia, comprados por Libia y entregados a Egipto.

La Fuerza Aérea Libia fue establecida originalmente como la Real Fuerza Aérea Libia (Al Quwwat al Jawwiya al Malakiya al Libia) en 1951. En 1970, cambió su nombre a Fuerza Aérea de la República Árabe de Libia (FARAL). Aunque era una fuerza pequeña, enfrentaba inmensos desafíos para entrenar suficiente personal para manejar la considerable cantidad de aeronaves, equipos de soporte, repuestos y armas comprados a Rusia y Francia, incluyendo 110 cazabombarderos Dassault Mirage 5, cuyo contrato se firmó en enero de 1970. La razón detrás de la adquisición de un gran número de aviones de combate era que Gadafi no pretendía mantener todos esos aparatos en vuelo, sino adquirir suficientes para tener una reserva considerable y apoyar a Egipto en la preparación de una nueva guerra contra Israel.
La FARAL también recibió de Francia helicópteros SA321M Super Frelon y Alouette III, así como entrenadores Fouga CM170 Magister en cantidades no publicitadas. En agosto y septiembre de 1970, varios Mirage III del Ejército del Aire francés se desplegaron en Libia con emblemas de este país para participar en una exhibición con motivo del primer aniversario de la República Árabe de Libia, con tripulaciones mixtas egipcias y francesas.
Para gestionar el material francés, fue necesario habilitar una gran instalación para entrenamiento y mantenimiento, construida en el antiguo aeródromo de la RAF de El-Adem, que fue renombrado Base Aérea Gamal Abdel Nasser. Se estableció una estrecha colaboración con la Fuerza Aérea Egipcia, que envió pilotos para ser adiestrados en los Mirage libios. Según Israel, al menos dos escuadrones de Mirage 5 volaron con los colores de la Fuerza Aérea Egipcia. En mayo de 1974, el periódico libio al-Fatah informó que la FARAL había realizado unas cuatrocientas salidas contra los israelíes durante la Guerra de Octubre de 1973, contradiciendo las declaraciones de Muamar el Gadafi. Se cree que Egipto devolvió los Mirage a Libia entre 1974 y 1975.
En 1974, se compraron aviones Mirage F1, cuyas entregas se retrasaron hasta 1977 y 1978, equipando a tres escuadrones asignados a la Base Aérea de Okba bin Nafi, cerca de Trípoli. En 1978, Dassault inició un programa de modernización de los Mirage 5 de la FARAL, que tuvo que ser interrumpido debido a la participación de Libia en la Guerra del Chad en 1983, lo que llevó a una confrontación directa con Francia. Varios Mirage 5 fueron retenidos en Francia durante varios años y finalmente devueltos a Libia en 1989.

#### Compras en la URSS y presencia rusa
La relación de Libia con Moscú se reforzó durante los años 70 y 80, hasta el punto de convertirse en uno de los más importantes clientes de la Unión Soviética. Libia compró a finales de 1973 y principios de 1974 unos 14 bombarderos Tu-22B, dos de los cuales fueron interceptados durante el vuelo de entrega por la US Navy sobre el Mediterráneo. Durante un corto periodo de tiempo, a mediados de los años 70, varios bombarderos de reconocimiento Tu-16PP soviéticos operaron desde Libia con escarapelas Libias. En aquella época, la Fuerza Aérea de la URSS desplegaba aviones regularmente en Libia.

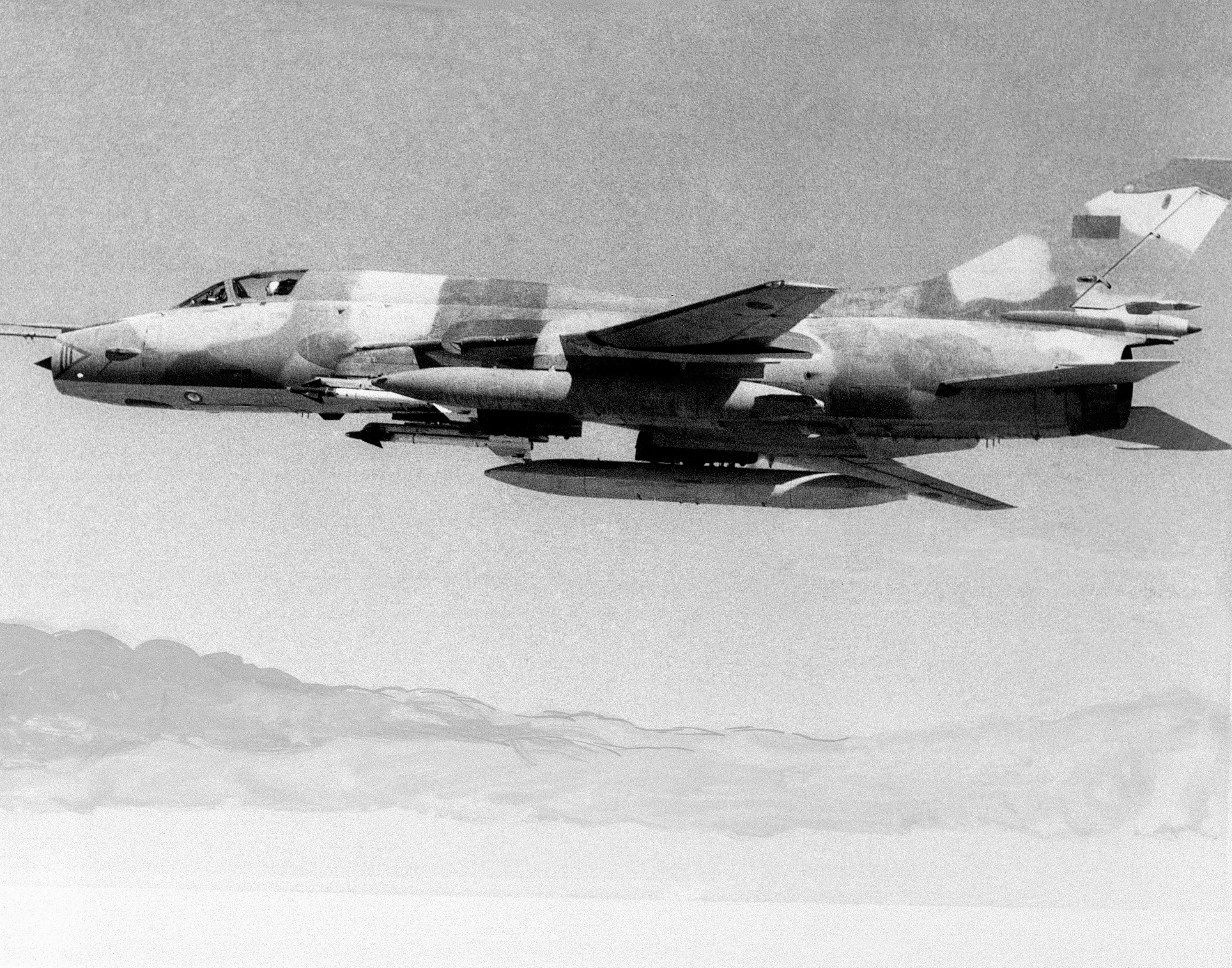
Su-22M3 Fitter libio.

Entre 1975 y 1980 la FARAL recibió una gran cantidad de cazas MiG-21 (algunas fuentes afirman que fueron 25 MiG-21UM y 50 MiG-21MF, seguidos por 94 MiG-21bis en 1980). Las primeras entregas de MiG-23 tuvieron lugar en 1976 y se cree que se prolongaron hasta 1981, siendo las cifras exactas desconocidas. Debido a lo visto que sucedió en Siria y Egipto, se compraron muchos aviones y los primeros se asignaron a los escuadrones 1050 y 1051, basados en Al Bumbah. Una buena parte de ellos casi inmediatamente se almacenaron y, por lo menos, 20 MiG-23 entraron en servicio con el 1023º Escuadrón.
Como resultado del exponencial aumento en el inventario de aviones y el consecuente requerimiento de un creciente número de tripulaciones para ser entrenadas, en 1977 se inició la incorporación de unos setenta SIAI-Marchetti, SF-260WL. En 1975 comenzó a recibir medio centenar de adiestradores de combate G-2AE Galeb yugoslavos. 
En 1975 año se incorporaron también helicópteros Mi-8 en diversas variantes. En 1978 llegaron unos 180 L-39ZO para entrenamiento avanzado y ataque al suelo, seguidos de, aproximadamente, 17 Il-76T y TD de transporte. En 1978 comenzaron las entregas del helicóptero de combate Mi-25 Hind. En 1980 se obtuvo el primer MiG-25, que algunas fuentes creen que alcanzó las 80 unidades. 
A finales de los años 70, los escuadrones de ataque a tierra fueron reforzados con unos 36 Su-20M y 60 Su-22M-3K. Las entregas de los modelos Fitter tuvieron lugar entre 1982 y 1984. A partir de 1983 se integraron unos 15 An-26 de transporte. Ese mismo año comenzaron a llegar los helicópteros Mi-14PL.
En 1989 la Fuerza Aérea Libia compró aviones de ataque Su-24 Fencer, se calcula que un máximo de una docena. En 1990 se suministraron los helicópteros de ataque Mi-35 pedidos en 1988. Se sabe también que consiguió varios aviones de transporte Yak-40, G222 y L-410 y helicópteros Mi-2 y AB-206, como casi siempre en cantidades desconocidas.

#### Compras en Italia y Estados Unidos
En 1970, se negoció la compra de veinte aviones de transporte Lockheed Hercules. En 1971 11 C-130 fueron proporcionados por Estados Unidos, cuatro C-100-30 adicionales fueron adquiridos en Filipinas y Luxemburgo en 1981. En 1976 fueron adquiridos en Italia 20 helicópteros de transporte pesado Boeing CH-47 Chinook, fabricados por Elicotteri Meridionali. 14 de ellos fueron transferidos al ejército en la década de 1990. Debido al embargo, 9 de ellos no se entregaron y fueron almacenados hasta que la Armada de los Estados Unidos los compró. 

Escarapela de la Fuerza Aérea de Libia entre 1970 y 1978.

Libia compró asimismo 10 aviones monomotores de enlace Cessna O-1 Bird Dog.

#### Uganda
Ante los ataques de guerrillas rebeldes del Frente de Liberación Nacional (FLN) desde bases en Tanzania, Idi Amin solicitó ayuda a Libia en 1972. El apoyo libio no se hizo esperar: se enviaron 3.000 soldados, cinco aviones de transporte C-130H y ocho Mirage 5 a la base aérea de Entebbe, al Sur de Uganda. El éxito de esta operación contra los opositores ugandeses permitió estrechar las relaciones entre Uganda y Libia, hasta el punto de que Idi Amin declaró a Uganda como República Islámica de Uganda. 
Idi Amin ordenó un ataque preventivo contra Tanzania en octubre de 1978, debido a que el FLN se había reforzado y suponía ahora una seria amenaza. Con la ayuda de Estados Unidos y Reino Unido, Tanzania recibe armas y suministros de China, lo que le permite resistir y preparar la contraofensiva sobre Uganda. 
Las fuerzas tanzanas se adentran en Uganda y llegan a la ciudad de Entebbe, defendida por soldados somalíes y libios. Los libios son conscientes de la falta de capacidad de combate de los ugandeses, por lo que el comandante libio solicita el envío de armas pesadas y aviones desde Libia. Gadafi despacha dos bombarderos Tu-22 al aeropuerto de Nakasangola, al Norte de Kampala. Tres C-130H realizan vuelos transportando el equipo para su operación. La intención era la de hacer una demostración de poder y proyección estratégica para intimidar a los tanzanos y obligarlos a llegar a un alto al fuego. 
El 1 de abril de 1979, uno de los dos Tu-22 despega para realizar la primera, y única, incursión de bombardeo sobre Tanzania. El avión estaba armado con unas treinta bombas de 250 Kg. Y su objetivo era la ciudad de Mwanza, un importante nudo de carretera y ferrocarril, además del principal puerto lacustre del Lago Victoria. El ataque fue un rotundo fracaso, las bombas cayeron fuera de la ciudad, sin provocar ningún daño. El gobierno tanzano decide reaccionar con firmeza a la agresión y lanza una campaña aérea utilizando todos sus aviones. Cuando Gadafi se percató de que sus tropas no eran suficientes para contener el avance de las fuerzas de Tanzania, inició la evacuación de su personal. 

#### Enfrentamiento con Egipto
Cuando Egipto inició conversaciones de paz con Israel, provocó el "enojo" del estado Libio. El 22 de julio de 1977 se produjo un enfrentamiento armado entre los dos países, que supuso la pérdida de entre seis y doce aviones de la FARAL. A pesar del alto el fuego, hubo algunos encontronazos más entre cazas libios y egipcios y, en una fecha desconocida de 1979, dos MiG-23MS de la FARAL se enfrentaron a dos MiG-21MF egipcios, modernizados y modificados para llevar misiles AIM-9P Sidewinder, que derribaron a uno de sus oponentes libios. 
Otro MiG-23 se perdió en 1984 cuando su piloto desertó a Egipto, entregándose el avión a Estados Unidos, donde se incorporaría al escuadrón de MiG-23 que operaba la USAF en el desierto de Nevada.

#### Enfrentamientos con Estados Unidos
El 21 de marzo de 1973, un C-130B norteamericano en misión de inteligencia electrónica fue interceptado por cazas Libios mientras operaba al Norte de Trípoli, siendo dañado por disparos de cañón. 

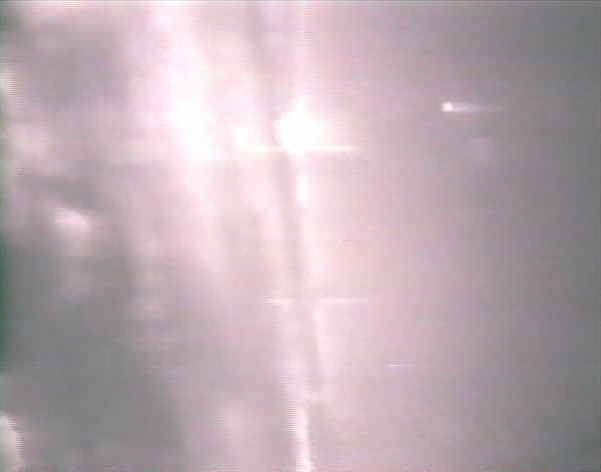
MiG-23 derribado por la US Navy.

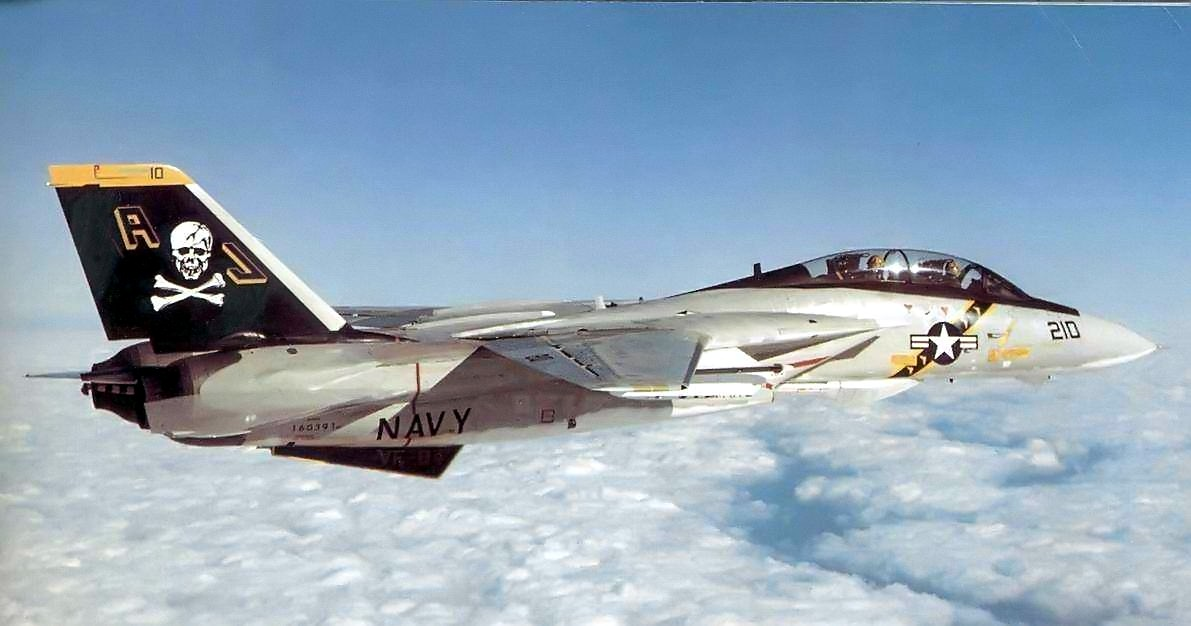
Caza F-14 Tomcat de la US Navy.

El 18 de julio de 1980, los restos de un MiG-23MS libio fueron encontrados en la ladera Norte del monte Sila, en el centro Calabria, con el cuerpo del piloto atrapado en el asiento eyectable. Este suceso estuvo relacionado con lo que sucedió con el Vuelo 870 de Aerolinee Itavia, que se estrelló entre Ponza y la isla de Ustica el 27 de junio de 1980. 
Un escuadrón de MiG-23MS libios interceptaron 16 de septiembre de 1980 a un RC-135U de la USAF sobre el Golfo de Sirte. Los detalles siguen siendo desconocidos, pero parece que los aviones de Gadafi amenazaron con abrir fuego o lo hicieron dañando al avión, antes que lo rescataran cazas de la Armada de los Estados Unidos. 
En agosto de 1981 (Incidente del Golfo de Sirte (1981)), los portaaviones USS Forrestal y USS Nimitz estaban realizando maniobras frente a las costas libias. Tan pronto como las maniobras comenzaron la FARAL comenzó a enviar interceptores y caza-bombarderos hacia la flota estadounidense. Por la mañana temprano, al menos un MiG-25RB y dos MiG-25PD se aproximaron a los buques, pero fueron mantenidos a raya por los F-4S Phantom y F-14 Tomcat. Posteriormente, la FARAL envió a unas 35 parejas de MiG-23MS, MiG-25PD, Su-20M, Su-22M-3K y Mirage F1 al área, siendo interceptados por siete parejas de Tomcat y Phantom. Pese a lo tenso de la situación, no hubo disparos, incluso cuando, los MiG-25 trataron de romper las posiciones de los cazas de la Armada de los Estados Unidos volando rápido y muy alto. Al amanecer del día siguiente, un Grumman E-2C Hawkeye detectó dos Su-22 desplazándose hacia el Norte a gran velocidad. Los interceptaron dos F-14 y los dos Su-22 aparentemente dispararon misiles, por lo que ambos fueron derribados. Solo una hora más tarde, con la operación de rescate en progreso, dos MiG-25 armados, sobrevolaron el Golfo, aproximándose a gran velocidad hacia el USS Nimitz, pero tres F-14 les salieron al paso. Al ser interceptados, los Foxbat hicieron algunos giros suaves de 360 grados, asemejando una rotura para atacar, y luego volvieron a su base. Cuando los Tomcat regresaban, tuvieron que emplearse otra vez, ya que los libios cambiaron nuevamente su rumbo hacia el Este. Tras una nueva intercepción, los MiG finalmente activaron su postquemador, dirigiéndose a sus bases al Oeste. Esta fue la última confrontación entre cazas norteamericanos y de la FARAL en algunos años.
En julio de 1983, el USS Eisenhower entró en el Golfo de Sirte y el 1 de agosto un par de F-14 interceptaron a otros tantos MiG-23MS. Cuatro días después, los Tomcat hicieron lo mismo con otros cinco MiG-23MS. No se sabe si pasó algo después, pero el hecho es que los libios detuvieron sus operaciones ofensivas. 
A finales de marzo de 1986, la Armada de los Estados Unidos concentró unos treinta barcos de guerra en la zona central del Mediterráneo en la Operación Fuego de la Pradera. Se consideraba probable que sus operaciones con fines provocativos en el golfo de Sirte causarán una reacción libia que ofreciera un motivo para contraatacar. Se registraron no menos de 130 intercepciones de cazas de la FARAL sobre el Golfo de Sirte. Los cazas norteamericanos siguieron penetrando hacia el Sur, en la declarada por Gadafi "Línea de la muerte", que unía Bengasi y Trípoli y marcaba las aguas y el espacio aéreo proclamado como propio por Libia, a unas 22 millas de la costa libia. El 24 de marzo de 1986, dos MiG-25PD fueron interceptados por un par de F-14 lanzados desde USS América. A medida que se acercaban, los Foxbat iniciaron una serie de maniobras agresivas para alcanzar una posición favorable de tiro, que los Tomcat evadieron, pero sin librarse de ellos. Estaba claro que buscaban el combate o al menos una guerra de nervios, elevando la situación de la Armada de los Estados Unidos en alerta amarilla, lo que supone armas preparadas y listas para disparar. Cuando uno de los Foxbat se alejó y luego dio vuelta detrás de los Tomcat, la tripulación pidió permiso para disparar, pero antes de obtenerlo el MiG maniobró para alejarse de nuevo. En este juego del gato y el ratón, los F-14 cruzaron la Línea de la muerte, a pesar de permanecer fuera de las aguas territoriales se dispararon contra ellos los primeros SA-5. Poco después, otros dos misiles de este tipo fueron lanzados, pero las contramedidas de un EA-6B los neutralizaron. La US Navy respondió atacando y neutralizando las baterías SAM libias y varios navíos. 
Hacia la media noche los libios dispararon varios SA-2 y SA-5, y, en esta ocasión los aviones estadounidenses solo anularon los radares de guiado de misiles, sin sufrir pérdidas. A la mañana siguiente, otra corbeta libia de la clase Nanuchka fue interceptada y destruida por bombas guiadas por láser, dando por concluida la Operación Fuego de la Pradera. 
El último incidente fue el atentado a la discoteca La Belle de Berlín, atribuida a Libia, que desembocó en la Operación Cañón El Dorado, que incluyó el bombardeo de varios objetivos libios (Operación El Dorado Canyon), el 14 de abril de 1986, por parte de la USAF y la Armada de los Estados Unidos, provocando grandes daños y víctimas.
La FAL perdió un total de 4 aparatos en enfrentamiento con los F-14 Tomcat de la Armada de los Estados Unidos en dos incidentes en el Golfo de Sidra, en 1981 y en 1989. Otros varios fueron destruidos en el suelo por los aviones estadounidenses en la operación Cañón El Dorado.

#### Intervención en Chad
A finales de 1980 Libia, invadió Chad, comenzando la invasión de apoyo a una facción rebelde, con una serie de fuertes ataques con Tu-22 y MiG-25. Durante más de una semana sus aviones provocaron grandes daños y víctimas. Al año siguiente, la FARAL intensificó sus ataques contra las fuerzas opositoras de Chad. No solo los Tu-22 y MiG-25RB fueron desplegados con frecuencia en bases del sur de Libia para bombardear diversos objetivos, sino también otras aeronaves tácticas. La FARAL destinó un fuerte contingente a estas operaciones, incluyendo Mirage 5 y Su-20/22, así como SIAI-Marchetti SF.260WL y Tu-22Bs del Primer Escuadrón de Bombardero. Los Tu-22B atacaron varios objetivos en el Chad y Sudán en 1981. En noviembre de 1981 la tensión disminuyó, después que la Organización de la Unidad Africana (OUA) negociara un alto el fuego entre las partes. Al menos dos Mirage 5D y un CH-47C se perdieron en acción en Chad en esta campaña. 
En 1982, la situación en Chad cambió de nuevo. Las Fuerzas Armadas de Sudán recibieron armas de los Estados Unidos, incluyendo armas antiaéreas (Misiles SAM-7 y Redeye, cañones antiaéreos de fabricación rusa), y la FARAL tuvo que cesar los ataques aéreos. Sin embargo, la FARAL también se reforzó, ya que recibía sus últimos Mirage F1 y una gran cantidad de misiles tierra-aire rusos. En junio de 1983 los libios comenzaron una segunda invasión Chad con la participación de la Fuerza Aérea, que realizó salidas de apoyo aéreo cercano, utilizando los Tu-22B en misiones de bombardeo. Los Tu-22Bs se utilizaron sobre todo para golpear la pista de aterrizaje y la base de Faya Largeau. La campaña de bombardeos esta vez no solo fue intensa, sino que precisa también. En julio capturaron de nuevo las posiciones estratégicamente importantes y a finales del verano la situación se estabilizó, quedando el Norte del país firmemente en manos libias, sin que el Gobierno chadiano tuviera nada que hacer por la superioridad aérea del invasor. En esta campaña, la FARAL, operando desde Faya Largeau, empleó Tu-22B, Mirage 5D, Mirage F.1AD y Su-22M para atacar a varios objetivos en Chad. Al mismo tiempo, los Mirage F.1ED libios patrullaban a lo largo del paralelo 16 para mantener los refuerzos llegados de Francia lejos de los campos de batalla en el norte. Operando desde Aouzou y Faya, los aviones libios estuvieron en condiciones de dar apoyo aéreo constante. Además, los transportes Ilyushin Il-76, C-130 Hércules y Boeing-Vertol CH-47 Chinook de la FARAL fueron capaces de llevar más cerca los suministros a las unidades avanzadas, mientras que helicópteros Mil Mi-8 y Mil Mi-24 fueron desplegados también en bases suficientemente avanzadas para apoyar las tropas de tierra. Solo un Su-22M-2K fue derribado durante toda la campaña. El 5 de agosto de 1983 empieza la "Operación Manta", hasta 2.000 soldados franceses son desplegados en Yamena con la ayuda de transportes C-141 Starlifter de la USAF. A los pocos días, los refuerzos franceses fueron desplegados a lo largo del paralelo 16, bloqueando el avance de Libia y la situación queda congelada.

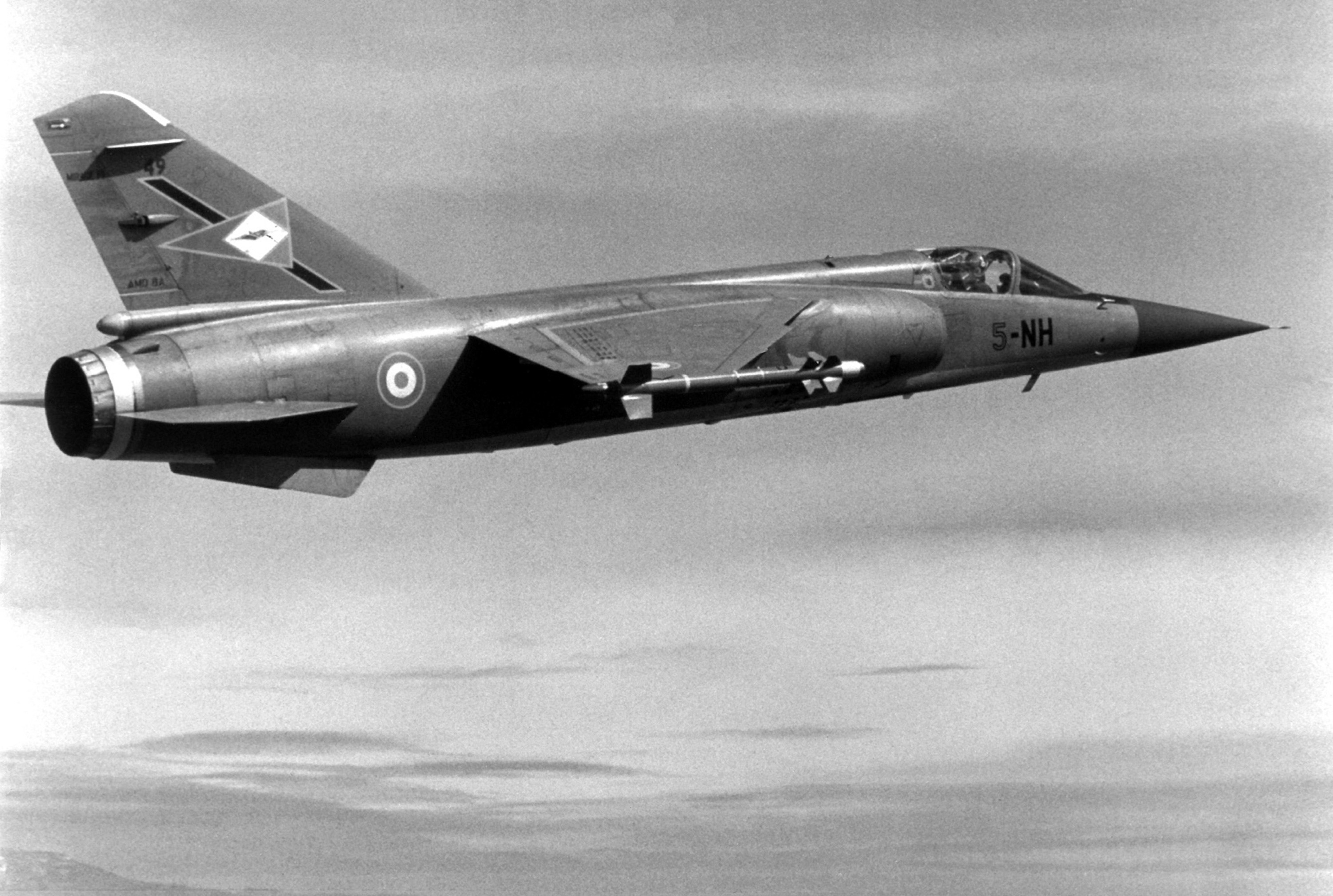
Dassault Mirage F1C, Escadron de chasse 1/5 Vendée.

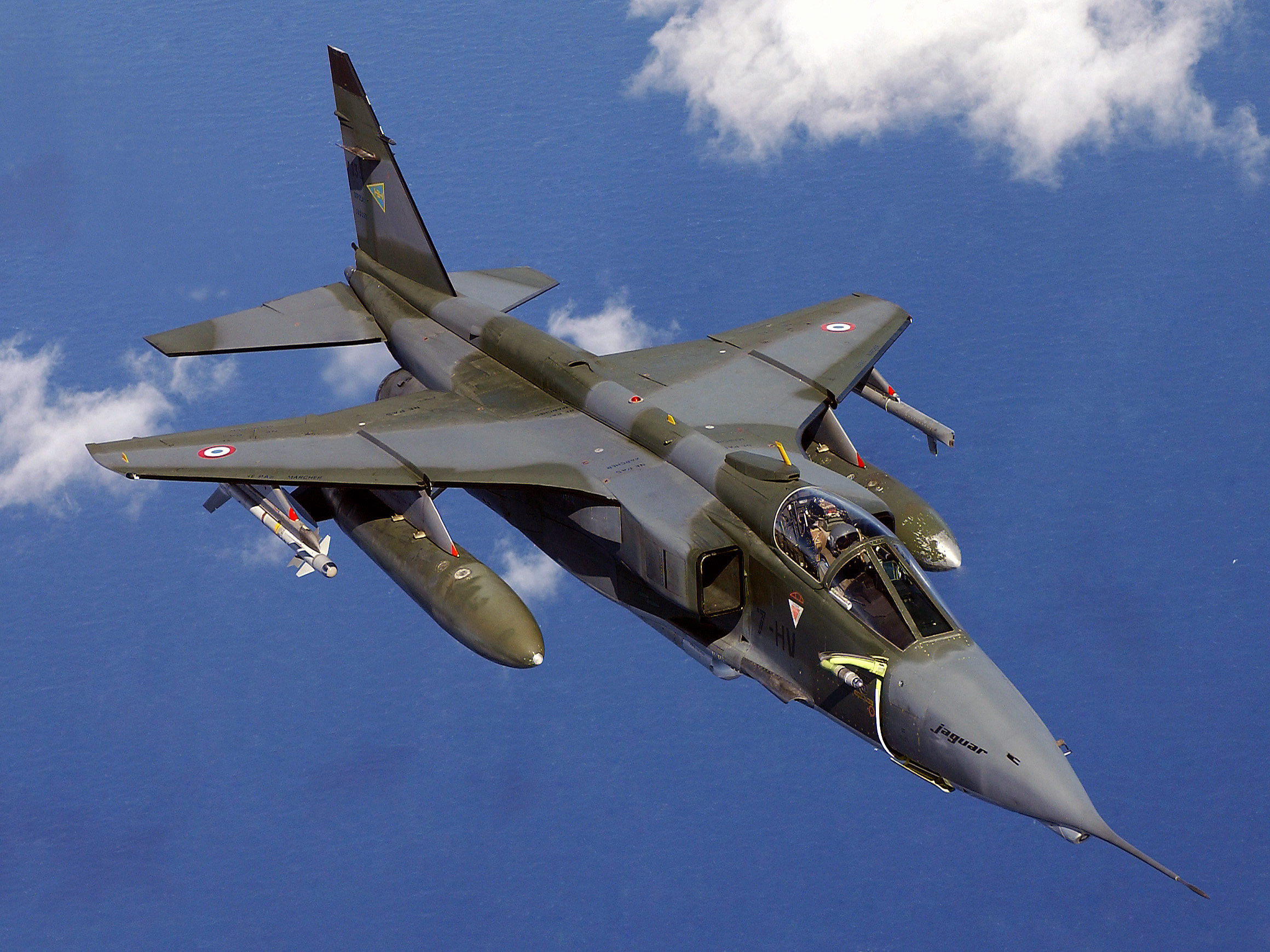
Sepecat jaguar del Ejército del Aire francés.

A principios de 1984 Libia construyó una base en Ouadi Doum, con una pista de 3.800 m de largo, defendida por SAM SA-6 y numerosas baterías antiaéreas ZSU-23-4. Esta base se había convertido en apenas operativa, cuando en 1986 estalló de nuevo la guerra civil. Francia inició la operación "Epervier", desplegando un contingente de la Legión Extranjera en el Chad. 
Esta vez, los franceses decidieron lograr la superioridad aérea mediante la eliminación de la amenaza libia en Ouadi Doum. En la mañana del 16 de febrero de 1986, doce aviones Jaguars y ocho Mirage F.1C franceses atacan la base desde su base en Bangui, acabando con varios aviones en el suelo, inutilizando las pistas y destruyendo el radar de la base, dejando ciega a la fuerza aérea libia durante varios meses. Tomada completamente por sorpresa, la FARAL contraataca con un único Tu-22B que cruza el paralelo 16 y dejó caer tres bombas de precisión sobre el aeropuerto de Yamena: una impactó en el estacionamiento del aeropuerto y otros dos en la pista de aterrizaje, cerrando el aeropuerto durante varias horas. La precisión y el éxito de este ataque, así como un reconocimiento posterior de Yamena por un MiG-25R obligó a Francia a desplegar una batería SAM MIM-23B I HAWK.
Con el final de la guerra civil en Chad en 1987 los libios perdieron a sus aliados locales. Muy importante también fue la ayuda francesa y estadounidense para conseguir 400 todoterrenos Toyota, que, equipados con misiles Milán y Stinger anularon la superioridad libia en tierra y en el aire. Ante el ataque chadiano, la FARAL reaccionó con una serie de ataques aéreos, principalmente realizados por Tu-22B, Su-22 y MiG-23BN. Sin embargo, los Mirage F.1Cs del Ejército del Aire francés estaban ahora activos en el frente e impidieron a la FARAL ser tan efectiva como antes, ya que era demasiado arriesgado atacar concentraciones de tropas y bases de suministro en Chad. El 19 de marzo de 1987, Chad aplastó dos potentes contraataques libios en el centro y el este de país, y los obligó a huir hacia Ouadi Doum. A finales de marzo de 1987, Ouadi Doum, principal base libia en Chad, fue capturada por los chadianos del FANT. Un gran número de tanques, blindados, artillería, aviones y helicópteros cayeron en manos del FANT, pero los libios reaccionaron y bombardearon su propia base para tratar de negar su uso a los chadianos. Franceses y estadounidenses se llevaron el equipo de fabricación soviética que los libios dejaron intacto, entre ellos dos Tu-22B Blinders, tres helicópteros Mi-24 Hind, 11 entrenadores L-39ZO y 2 SF.260s, todos capturados intactos, junto con todo el equipo por lo menos un lanzamisiles SAM SA-6 y un SA-8, además de una gran cantidad de equipos de comunicaciones y municiones. Estados Unidos montó la operación Mount Hope III, para llevarse uno de los Mi-24 capturados a Nevada y evaluarlo.

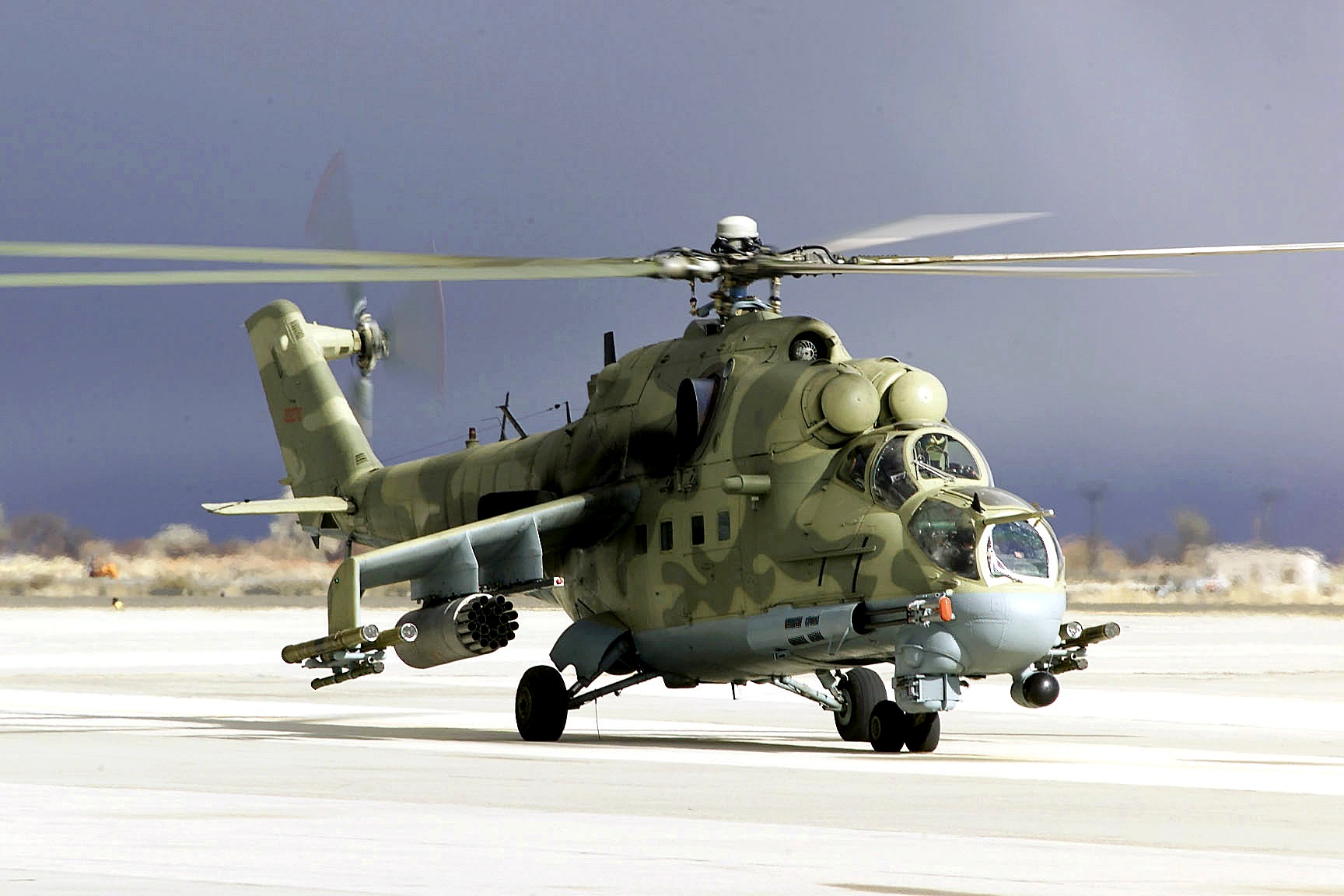
Mi-24 del Centro de Evaluación y Pruebas del Ejército USA con cañón automático Gryazev-Shipunov GSh-23 en su proa

El 8 de agosto de 1987, dos Tu-22B intentaron un ataque contra el aeródromo de Abéché y uno de ellos fue derribado por uno de los SA-6 capturados por fuerzas del Chad. La noche del 4 de septiembre de 1987, tropas del Chad traspasaron la frontera libia y se adentran 300 kilómetros para atacar la base aérea de Ma'atan Bishrah. En dos horas el aeropuerto y la base adyacentes fueron destruidas por completo, y casi todos los aviones destruidos (26 Su-22, MiG-21, MiG-23, Mirages, y 2 Mi-24).
El 7 de septiembre de 1987 Libia lanza su ataque de castigo, cuatro Tu-22 Blinders, dos se dirigen a Abéché y los otros dos a Yamena. Dos Mirage F.1Cs franceses se dirigen a interceptarlos y se ordena el disparo de los SAM MIM-23B I-HAWK, derribando uno de los Tu-22 y haciendo huir al otro.
El 11 de septiembre de 1987 fue firmado un cese al fuego por todas las partes implicadas. A principios de 1988, los MiG-25R de la FARAL dejaron de volar misiones de reconocimiento sobre Chad.

### Periodo posterior a la Guerra Fría
Con el colapso de la Unión Soviética y la eliminación de la ayuda militar por la Federación Rusa, el apoyo soviético/ruso cayó drásticamente. La última entrega de aviones soviéticos importante fue 15 Su-24 Fencers entre marzo y abril de 1989.
Las sanciones de la ONU fueron levantadas en 1999 y Libia ha emprendido conversaciones con Rusia para actualizar las versiones de MiG-21 y MiG-25 y ha expresado su interés en los aviones MiG-29, MiG-31 y los misiles de largo alcance SAM. Sin embargo, mucho de su material de transporte y combate se mantiene en depósito.

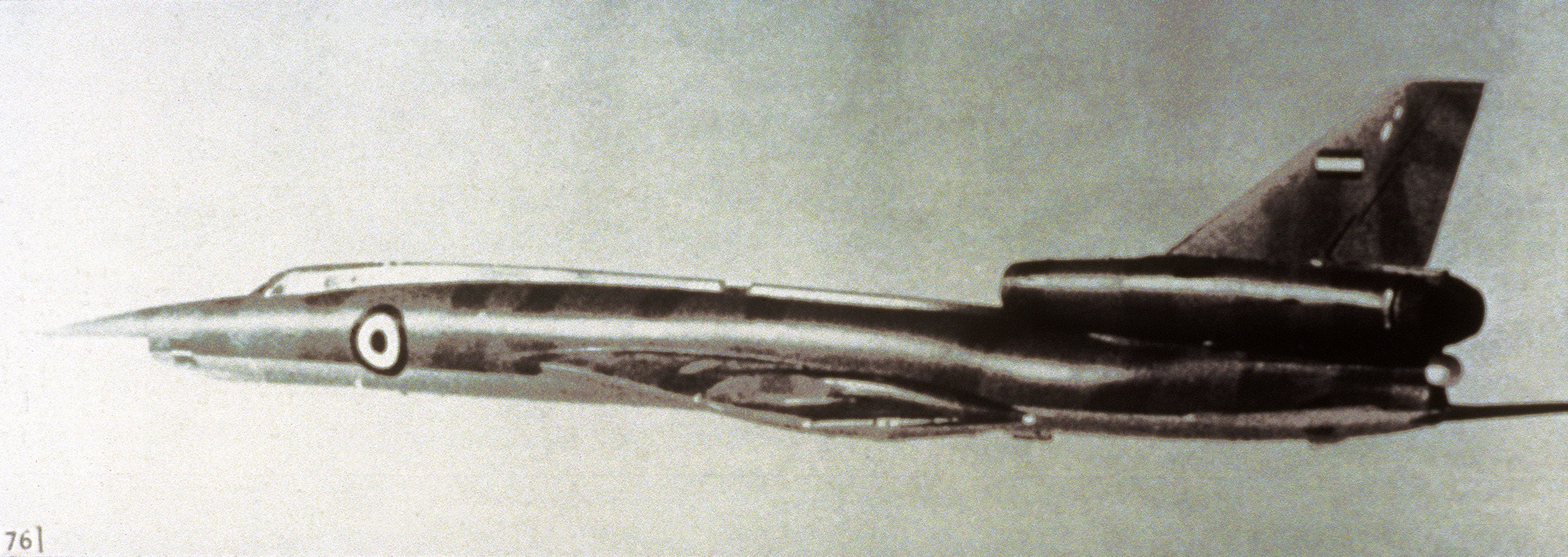
Un Tu-22 libio en los primeros 1980.

En marzo de 2003, Libia llegó a un acuerdo con Washington y Londres para aceptar su responsabilidad civil en el atentado de Lockerbie. En agosto de 2004, Trípoli reconoció su culpa en una carta a las Naciones Unidas, lo cual permitió levantar el embargo. Ese mismo año se recibieron dos An-124 y diez An-32P para equipar los escuadrones de transporte. También se recibió un número desconocido de aviones de transporte An-74TK-200 y de AN-74TK-300 en los años siguientes.
En julio de 2004 Pakistán anunció la compra de 50 Mirage libios, junto con 150 motores. Según fuentes no confirmadas pakistaníes, la mayoría de estos aviones estaban casi nuevos, alguno con menos de mil horas de utilización.
Una vez que se levantó el embargo de la ONU, en 1999, la FARAL inició los planes de modernización de sus MiG-21 y MiG-25, aunque no condujeron a nada. En 2009 se supo que únicamente 6 MiG-23MF estaban operativos, de los estimados en 130 MiG-23MLD/UM/MF y 20 MiG-23BN recibidos entre 1977 y 1981. Hay informes que afirman que los MiG-23 libios estuvieron en Ucrania de 2001 a 2006 para grandes inspecciones, pero las cifras y unidades de estos se desconocen. 
En 2005 comenzaron las negociaciones para poner al día al menos una docena de Mirage F1, firmando un contrato que permitió terminar el primero lote en 2009. Se estiman en 180 los L-39ZO entregados a la FARAL, de los cuales varios fueron perdidos en Chad y al menos 11 se vendieron a Egipto. A finales de 2005, cierto número se desplazaron a Ucrania para ser puestos al día. Libia tenía intención de comprar aviones de última generación, evaluándose la compra de Sukhoi Su-30 y Su-35 rusos y Rafale franceses.
Los Su-22 también fueron sometidos a una renovación entre 2003 y 2006 en Ucrania. Aunque el número total de ejemplares contratados es desconocido, la FARAL actualmente opera al menos dos escuadrones de Fitter. 
Por otro lado, 12 CH-47C fueron vendidos a los Emiratos Árabes Unidos. Al menos 9 células se enviaron a Augusta en Italia para una gran revisión y modernización a CH-47C+, de los que actualmente 3 están ya operacionales y 4 aguardan la realización de trabajos de mantenimiento.
Actualmente, la doctrina aérea de Libia resulta ser de naturaleza ad hoc con contratos de personal de Yugoslavia, Sudáfrica, Cuba, Rusia, Corea del Norte y Pakistán proporcionando pilotos, y servicios de mantenimiento y técnico. Los acuerdos existentes entre Moscú y Libia comprenderán la compra de entre 12 y 15 aviones Su-35, cuatro Su-30MK y seis Yak-130.

#### Orden de Combate actual (2011- presente)
La Fuerza Aérea libia, tras el largo embargo internacional que se extendió de 1988 a 2004, estaba en un periodo de recuperación, la anunciada intención de comprar aviones de última generación como los Sukhoi Su-30 y Su-35 o los Rafale no llegó a cerrarse. En el análisis realizado por los Estados Unidos de América durante la crisis, quien daría camino al conflicto interno mal llamado guerra civil en marzo de 2011, se apunta a los helicópteros libios como la mayor amenaza de la que dispone la fuerza aérea, por encima de las aeronaves.
Durante el transcurso de la crisis la Fuerza Aérea junto con demás ramas de las fuerzas de seguridad nacional fue blanco de numerosas acusaciones de crímenes de guerra contra la población por parte de los países quienes apoyaban al bando contrario al gobierno libio y los mismos rebeldes, entre una de ellas se les acusaba al gobierno libio de usar la fuerza aérea para atacar indiscriminadamente a la oposición pacífica. Otra acusación dice que 17 pilotos fueron condenados a muerte y ejecutados, en Trípoli, por no obedecer órdenes de bombardear la ciudad de Zauia, a 44 kilómetros de la capital. A pesar de ya haber pasado el conflicto, sigue sin haber pruebas sólidas que sostengan estas acusaciones como ciertas. 
A lo largo de la guerra del 2011 la Fuerza Aérea Libia jugó un papel inútil en combate debido al peligro que representaba la zona de exclusión aérea impuesta por una coalición de países partidarios del bando contrario a Gadafi y su brazo armado, este último formado en casi su totalidad por combatientes mercenarios del extranjero financiados por los mismos países de la coalición. El motivo de la zona de exclusión aérea se basaba en la Resolución 1973 del Consejo de Seguridad de las Naciones Unidas resolución la cual fue usada como excusa para darle paso libre a los cazas de la coalición para atacar puntos estratégicos de las fuerzas armadas libias y servir como apoyo aéreo a los rebeldes.
Aunque se suponía que la resolución tenía como meta principal proteger a los civiles, los ataques aéreos perpetrados por la coalición se saldaron la vida de aproximadamente 718 civiles e hirieron de gravedad a 433. A pesar de esto la coalición ignoró casi por completo esta acusación, los pocos pilotos libios que se atrevían a volar mayormente acababan derribados por los cazas de la coalición, poco se sabe del destino de los pilotos quienes acabaron como prisioneros de los rebeldes. 
El último informe dado sobre la Fuerza Aérea Libia (bajo el mando del gobierno de Gadafi) especulaba que muchos de sus aviones y helicópteros habían sido destruidos, según el general de la Real Fuerza Aérea Británica, aunque realmente muchos aparatos sobrevivieron a la guerra, pero solo una escasa cantidad de aeronaves se encontraba en circulación en la Fuerza Aérea Libia Libre. 
Debido a la escasez de presupuesto y pilotos, las aeronaves activas son principalmente usadas en tareas de ataque a tierra y transporte de personal, según comentarios de sectores opositores al actual régimen libio las aeronaves son pilotadas en su mayoría por personal mercenario extranjero.
Desde el empeoramiento de la crisis en Libia (2014-presente) la fuerza aérea ha jugado un papel crucial, pero limitado en cierta manera a misiones de ataque a tierra y bombardeos contra posiciones de grupos armados islamistas. 
Cuando en febrero del año 2015, el grupo terrorista Daesh decapitó a 21 cristianos egipcios, la Fuerza Aérea Egipcia atacó bombardeando posiciones estratégicas pertenecientes a la rama libia del grupo yihadista.

## Equipamiento

### Aeronaves
| Aeronave                | Fotografía | Origen          | Tipo                                          | En servicio | Notas |
| ----------------------- | ---------- | --------------- | --------------------------------------------- | ----------- | --- |
| Dassault Mirage F1      |            | Francia         | Caza de superioridad aérea y avión de ataque  | 2           | 32 fueron entregados en la década de los 70, la mayor parte de ellos han desaparecido. Algunos tenían su base en Gamal Abdul El Nasser Air Base, al sur de Tobruk. En 2007, Dassault Aviation ganó un contrato para devolver a los 12 aviones restantes a condiciones de vuelo. Solo cuatro han sido actualizados. Dos de estos aviones huyeron a Malta el 21 de febrero de 2011 tras supuestamente solicitar a sus pilotos el bombardeo de población civil, aunque no se especificó si realmente se trataba de pilotos desertores o partidarios de la rebelión quienes se negaron a atacar posiciones del recién nacido movimiento armado anti-gadafista. Uno fue derribado el 3 de marzo de 2011. |
| Mikoyan-Gurevich MiG-21 |            | Rusia           | Entrenamiento / interceptor / Ataque a tierra | 12          | Algunas unidades han participado en ataques y bombardeos contra posiciones de grupos armados insurgentes. |
| Mikoyan-Gurevich MiG-23 |            | Rusia           | Ataque a tierra / interceptor/ entrenamiento  | 3           | Algunos aparatos fueron capturados por unidades paramilitares durante la guerra civil libia, 2 aparatos estaban en servicio con la Fuerza Aérea Libia Libre, las demás aeronaves estaban almacenadas. |
| Sujói Su-17             |            | Rusia           | Ataque a tierra                               | 2           | |
| Sujói Su-24             |            | Rusia           | Ataque a tierra                               | 2           | Uno perdido en un incendio. |
| Soko J-21 Jastreb       |            | Serbia          | Ataque a tierra ligero                        | 13          | |
| Aero L-39ZO Albatros    |            | República Checa | Ataque a tierra/ entrenamiento                | 5           | |
| Aermacchi SF.260        |            | Italia          | Entrenamiento básico                          | 20          | |
| Soko G-2 Galeb          |            | Serbia          | Ataque a tierra/ entrenamiento                | 50          | |
| Yakovlev Yak-130        |            | Rusia           | Entrenamiento Jet                             | 6           | Bajo pedido. (2010) |
| Dassault Falcon 20      |            | Francia         | Transporte ligero                             | 3           | |
| Antonov An-26           |            | Ucrania         | Transporte medio                              | 10          | |
| Dassault Falcon 50      |            | Francia         | Transporte ligero                             | 1           | |
| Ilyushin Il-76          |            | Rusia           | Transporte pesado                             | 17          | |
| Let L-410 Turbolet      |            | República Checa | Transporte ligero                             | 15          | |
| C-130H Hercules         |            | Estados Unidos  | Transporte pesado                             | 10          | |
| Antonov An-124          |            | Ucrania         | Transporte pesado                             | 2           | |
| Ilyushin Il-78          |            | Rusia           | Reabastecimiento en vuelo                     | 4           | |
| Mil Mi-24 Hind          |            | Rusia           | Helicóptero de ataque pesado                  | 43          | |
| Mil Mi-14               |            | Rusia           | Helicóptero medio versátil                    | 12          | |
| Bell 206 JetRanger      |            | Estados Unidos  | Helicóptero de entrenamiento                  | 4           | |
| Bell 212 Twin Huey      |            | Estados Unidos  | Helicóptero de transporte ligero              | 2           | Entregados por Italia. |
| Boeing CH-47 Chinook    |            | Estados Unidos  | Helicóptero de transporte pesado              | 8           | Entregados por Italia. Aún en servicio. |
| Mil Mi-8 Hip            |            | Rusia           | Helicóptero de transporte medio               | 25          | |
| Mil Mi-17               |            | Rusia           | Helicóptero de transporte medio               |             | Estatus desconocido. |

### Defensa antiaérea
| Nombre         | Fotografía | Origen | Tipo                  | Unidades | Diseñador                          |
| -------------- | ---------- | ------ | --------------------- | -------- | ---------------------------------- |
| Lavochkin SA-2 |            | Rusia  | Sistema antiaéreo SAM | 90       | NPO Lávochkin                      |
| Isayev SA-3    |            | Rusia  | Sistema antiaéreo SAM | 10       | Oficina Central de diseño de Almaz |
| SA-6           |            | Rusia  | Sistema antiaéreo SAM | 43       | NPO Vympel                         |

### Misiles aire-aire
| Misil             | Fotografía        | Origen            | Sistema de guía                        | Fabricante        |
| Misiles aire-aire | Misiles aire-aire | Misiles aire-aire | Misiles aire-aire                      | Misiles aire-aire |
| ----------------- | ----------------- | ----------------- | -------------------------------------- | ----------------- |
| Vympel R-3        |                   | Rusia             | Guiado por infrarrojos                 | NPO Vympel        |
| Mólniya R-60      |                   | Rusia             | Guiado por infrarrojos                 | NPO Vympel        |
| Vympel R-23       |                   | Rusia             | Guiado por radarGuiado por infrarrojos | NPO Vympel        |